# 約翰尼斯·菲比格
約翰尼斯·安德列斯·格列伯·菲比格（Johannes Andreas Grib Fibiger，1867年4月23日—1928年1月30日）是一位丹麥科學家，曾獲1926年度的諾貝爾生理學或醫學獎（1927年頒發）。菲比格聲稱發現了一種他稱為螺旋體癌（Spiroptera carcinoma）的生物，這種生物會在老鼠體內造成癌症。

## 錯誤的研究
菲比格的「癌症寄生蟲起源說」事後證明完全錯誤，諾貝爾獎應授予山極勝三郎、市川厚一師徒，但諾委會並未收回頒獎，也從未認錯。1966年，原評委之一的Folke Henschen聲稱「我強力主張山極博士應該獲獎，但不幸地我力量不足」。
Spiroptera carcinoma現在的名字是Gongylonema neoplasticum。